# خطة جيمي
خطة جيمي هو فيلم مصري ينتج في عام 2014، بطولة إسلام جمال و ساندي (مغنية) و لطفي لبيب و جنا عمرو و هناء الشوربجي و طلعت زكريا.

## القصة
تدور أحداث فيلم حول جميلة ( ساندي ) فتاة متفوقة دراسيا جميلة الجوهر والمظهر تحب كريم ( إسلام جمال ) و هو شاب طيب يعاملها بلباقة ولكن للآسف لا يفكر بها كحبيبة والد جميلة ( لطفي لبيب ) عالم كيمياء يلقبونه ب آينشتاين في مرة من المرات تدخل جميلة مختبر والدها وتصنع مركب كيميائي أطلقت عليه حجر الحياة وشربت منه عندما استيقظت في اليوم التالي ونظرت لنفسها في المرآة لم ترى نفسها بل رأت فتاة أجمل منها لم تصدق وايقظت ابنة عمتها جنى ( جنى عمرو ) و التي تساعدها دائما في الخطط وسرعان ما اخذتها جنى إلى مول تجاري واشتروا العديد من الثياب واطلقوا على جميلة اسم جنى وذلك لأن لا أحد سيصدق أنها جميلة ووضعوا خطة لتقابل جنى ( جميلة ) كريم وبالفعل تقابلوا خلال هذه المقابلات الكثير من المواقف الكوميدية والرومانسية.

## الممثلون
- إسلام جمال
- ساندي (مغنية)
- لطفي لبيب
- جنا عمرو
- عمرو أسامة
- هناء الشوربجي
- هنا الزاهد
- سامي مغاوري
- ايهاب ناصر

## روابط خارجية
- خطة جيمي على موقع IMDb (الإنجليزية)
- خطة جيمي على موقع الدهليز
- خطة جيمي على موقع قاعدة بيانات الأفلام العربية
- خطة جيمي على موقع قاعدة بيانات الفيلم (الإنجليزية)
- خطة جيمي على موقع ليتربوكسد (الإنجليزية)